# Koshi Inaba LIVE 2014 〜en-ball〜
《Koshi Inaba LIVE 2014 〜en-ball〜》是日本音樂組合B'z的主唱稻葉浩志的第3張影像作品。於2015年11月18日由VERMILLION RECORDS發行。

## 概要
本作是在第5張SOLO專輯發售後，自2014年6月僅在品川Stellar Ball毅然舉行的10公演Premium Live『Koshi Inaba LIVE 2014 〜en-ball〜』中，完整收錄了6月20日最終日公演模樣的影像作品。
在本巡演中登場了多首每日替換曲，成為了10公演全為不同的曲目表。在所披露的樂曲當中，雖然（按下那個switch）、（一無所有的城市）、（無愛之路）、（絕對(的)）、（牽起這手奔跑吧）、未收錄於本作中，但一部分樂曲被作為隔年發行的第5張單曲初回限定盤的特典影像收錄了。

## 成員
- 稻葉浩志：主唱、吉他、藍調口琴
- 大島こうすけ（日语：大島こうすけ）：鍵盤
- Corey McCormick：貝斯
- Duran（英语：Duran (Japanese musician)）：吉他
- SATOKO：爵士鼓、鋼琴
- JUON：吉他

## 收錄影像曲
1. （Jimmy的早晨）　
以稻葉的原聲吉他自彈自唱來演奏。
2. 與在『Inaba Koshi LIVE 2004 〜en〜』上不同，是以原曲音調來演奏，與被每日替換披露。
3. 與、（無愛之路）被每日替換演奏。
4. 成為了演唱會首次演奏，與（按下那個switch）被每日替換演奏。
5. （橫刀奪愛）
演唱會首次演奏。直至第2段為止被以原聲調來演奏，並從吉他獨奏開始以搖滾調的編曲來演奏。與（一無所有的城市）被每日替換演奏。
6. （無法成眠是誰的錯）
7. JUON演唱了B段的一部分。
8. （哭泣著）
僅本曲SATOKO演奏了鋼琴而非爵士鼓。
9. （到遠方）
10. （Route 53）
11. 在DVD上到此結束Disc1。
12. （草約）
13. （孤獨的前進）
14. 起初與被每日替換演奏，但僅最終日兩曲皆被演奏了。
15. （My未來）
SATOKO演唱了C段部分的歌詞。與（絕對(的)）被每日替換演奏。
16. 本編最終曲目。
17. 從此處開始安可。與、（牽起這手奔跑吧）、被每日替換演奏。
18. （好友啊）

在片尾職員列表軸中所播放的樂曲是。除了數位上架以外，在本作中是首次被實體收錄。

## 腳註
1. ↑  . ORICON NEWS. Oricon.   [2020-01-19]. （原始内容存档于2017-07-02）.
2. ↑  . ORICON NEWS. Oricon.   [2020-01-19]. （原始内容存档于2020-01-02）.
3. ↑  . Billboard JAPAN. 2015-09-18  [2020-01-19]. （原始内容存档于2019-08-05）.
4. ↑  . BARKS (JAPAN MUSIC NETWORK). 2015-09-18  [2020-01-19]. （原始内容存档于2020-10-20）.